# Ernst Krogius
Ernst Edvard Krogius (Hèlsinki, 6 de juny de 1865 - Copenhaguen, Dinamarca, 21 de setembre de 1955) va ser un regatista finlandès que va competir a començaments del segle xx.
El 1912 va prendre part en els Jocs Olímpics d'Estocolm, on va guanyar la medalla de bronze en la categoria de 12 metres del programa de vela a bord del Heatherbell.
Ernst Krogius va ser un dels fundadors del Comitè Olímpic de Finlàndia, del qual en fou president entre 1919 i 1929. Entre 1906 i 1917 fou president de l'Associació Finlandesa de Vela, alhora que participà en la fundació de la International Yacht Racing Union el 1907. Entre 1920 i agost de 1948 va ser membre del Comitè Olímpic Internacional, i en renunciar-hi en fou nomenat membre d'honor.